# Jan Tschichold

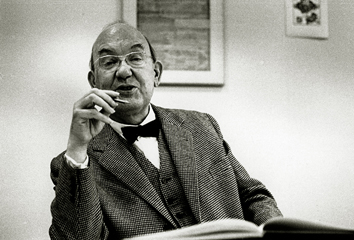
1963

Jan Tschichold (Leipzig, 2 april 1902 – Locarno, 11 augustus 1974) was een Duitse grafisch ontwerper en letterontwerper. Een veelgebruikt lettertype van zijn hand is de Sabon.

## Leven
Jan Tschichold was de zoon van een provinciale uithangbordenmaker en genoot een opleiding als kalligraaf. Deze artistieke achtergrond maakte hem bijzonder onder de typografen van die tijd.
Tschichold gebruikte in zijn werk juist geen handgemaakt papier en speciale lettertypen zoals toen gebruikelijk was, maar prefereerde standaard letters op commercieel, standaard formaten drukpapier.

### Communisme
Tijdens het naziregime moesten alle ontwerpers zich laten inschrijven bij het Ministerie van Cultuur, en ook alle instellingen die zich bezighielden met het communisme. Nazimedewerkers arresteerden hem en zijn vrouw in 1933, nadat posters voor de Sovjet-Unie in zijn flat werden gevonden, en zij dus verdacht waren van collaboratie met communisten.
Alle boeken van Tschichold werden door de Gestapo in beslag genomen ter bescherming van het Duitse volk. Zes weken later wisten Tschichold en zijn familie te ontsnappen naar Zwitserland. Daar woonden ze de rest van hun leven.

## Werk
In de jaren 1937-1938 ging hij naar Engeland op uitnodiging van de Pennrose Annual. In de jaren 1947-1949 verbleef Tschichold in Engeland waar hij de 500 paperbacks van Penguin Books opnieuw ging ontwerpen, samen met typograaf Ruari McLean. Hij paste hier een standaard set typografische regels toe, de zogenaamde Penguin Composition Rules. Hij gaf Penguin-boeken (met name de Pelican-serie) een eenduidig uiterlijk en gebruikte veel typografische praktijken die vandaag de dag als vanzelfsprekend gelden.

### Die neue Typographie
Tschichold nam de modernistische ontwerpprincipes aan sinds 1923 na bezoek aan de Weimarse Bauhaus expositie. Hij werd een ware vooraanstaande Modernist: eerst met een invloedrijk magazine artikel in 1925, vervolgens met een persoonlijke expositie in 1927 en bovendien met zijn meest toonaangevende werk in Die neue Typographie. Dit boek was een manifest voor modern design waarin hij alle niet tot de schreefloze letter behorende klassen lettertypen afkraakte. Hij sprak de voorkeur uit voor niet-gecentreerde ontwerpen op titelpagina's. Hij definieerde vele andere Modernistische design concepten. Tschichold haalde het belang van fotografie in drukwerk aan.
Hij adviseerde het gebruik van standaard papierformaten (zoals de DIN-A formaten) voor alle drukwerk, en legde duidelijk uit hoe effectief gebruik te maken van verschillende letterzwaartes en -groottes om zo snel en gemakkelijk informatie over te brengen.
Na het boek kwam ook een serie praktische handleidingen uit, die de principes van Modernistische typografie uiteenzette, en hadden eerst een grote invloed op de Duitse drukwereld.
Die neue Typographie geldt tot op de dag van vandaag als een standaardwerk over typografie.

### Classicisme
Hoewel Die neue Typographie een klassieker blijft, week Tschichold zelf vanaf 1932 steeds verder af van deze ideeën (hij noemde zijn boek later te extreem) en begaf zich in classicistische richting. Onder andere te zien in zijn lettertype Saskia uit 1932; die bevat klassieke Romeinlettervormen.

## Lettertypen
Lettertypen ontworpen door Tschichold:
- Architype Tschichold (1929, experimenteel)
- Transit (1931)
- Saskia (1931/1932)
- Zeus (1931)
- Sabon (1966/1967)